# Vol KLM Cityhopper 433
Le vol KLM Cityhopper 433 était un vol régulier entre Amsterdam, aux Pays-Bas, et Cardiff, au pays de Galles, exploité par un Saab 340 de la compagnie aérienne KLM Cityhopper, qui s'est écrasé lors d'un atterrissage d'urgence le 4 avril 1994, causant la mort de 3 des 24 personnes présentes à bord.

## Avion et équipage
L’appareil impliqué était un Saab 340B, enregistré sous l'immatriculation PH-KSH, qui avait effectué son premier vol en 1990,. L'avion était propulsé par deux turbopropulseurs de type General Electric CT7-9B et avait accumulé 6 558 heures au moment de l'accident,.
Le commandant de bord, Gerrit Lievaart, âgé de 37 ans, travaillait pour KLM Cityhopper depuis le 2 mars 1992. Il totalisait 2 605 heures de vol, dont 1 214 sur Saab 340. L'officier pilote de ligne, Paul Stassen, âgé de 34 ans, travaillait pour la compagnie depuis le 27 janvier 1992. Il totalisait 1 718 heures de vol, dont 1 334 heures sur Saab 340.

## Accident
L'avion a décollé de l'aéroport d'Amsterdam-Schiphol à 12 h 19. Sur ce vol, le pilote en fonction (PF) était le commandant de bord. Onze minutes après le décollage, à 12 h 30, les pilotes reçoivent une information du système de bord affirmant que le moteur numéro 2 (le moteur droit) souffre d'une faible pression d'huile. Le commandant de bord a alors placé le moteur en mode ralenti (idle) afin de le préserver. Cependant, la jauge de pression d'huile indiquait toujours une pression au-dessus de 50 PSI, soit bien au-delà de 30 PSI (la limite minimale sur cet avion), ceci indiquant que l'avertissement était probablement faux.
Les pilotes n’ont jamais ramené le moteur sur un niveau de poussée supérieur et l'ont toujours laissé sur ralenti, même après avoir appris dans la checklist que l’arrêt du moteur n’était pas nécessaire dans ce cas. L'équipage a alors décidé de poursuivre le vol conformément aux recommandations du manuel de vol. 
Alors que l'avion atteint le niveau de vol FL170 (17 000 pieds, soit 5 182 mètres), le Saab 340 ne peut plus poursuivre sa montée car le moteur droit ne fournit plus la puissance nécessaire (puisqu'il est sur ralenti) pour que l'avion poursuive son ascension. L’équipage a mal interprété le problème et l'a qualifié comme une défaillance du moteur droit et a lancé un appel d'urgence « pan-pan » demandant à rentrer sur l’aéroport d’Amsterdam-Schiphol.
Lors de l’approche finale, à une hauteur de 45 pieds (14 mètres), le commandant de bord a décidé de faire une procédure de remise des gaz car la vitesse de l'appareil, qui est alors de 115 nœuds (213 km/h) n’était pas suffisante pour effectuer l’atterrissage. Il a donné plein gaz, le maximum de puissance, au moteur n° 1, mais a apparemment oublié le moteur droit, qui était toujours au ralenti. Cependant, comme le moteur droit était toujours sur ralenti, l'avion a viré à droite de la piste, a brusquement roulé sur la droite, a décroché et a percuté le sol, avec une inclinaison à droite de 80° et une vitesse de 93 nœuds (172 km/h), dans un champ situé juste à l'extérieur de l'aéroport, à 560 mètres de la piste d'atterrissage.,. 

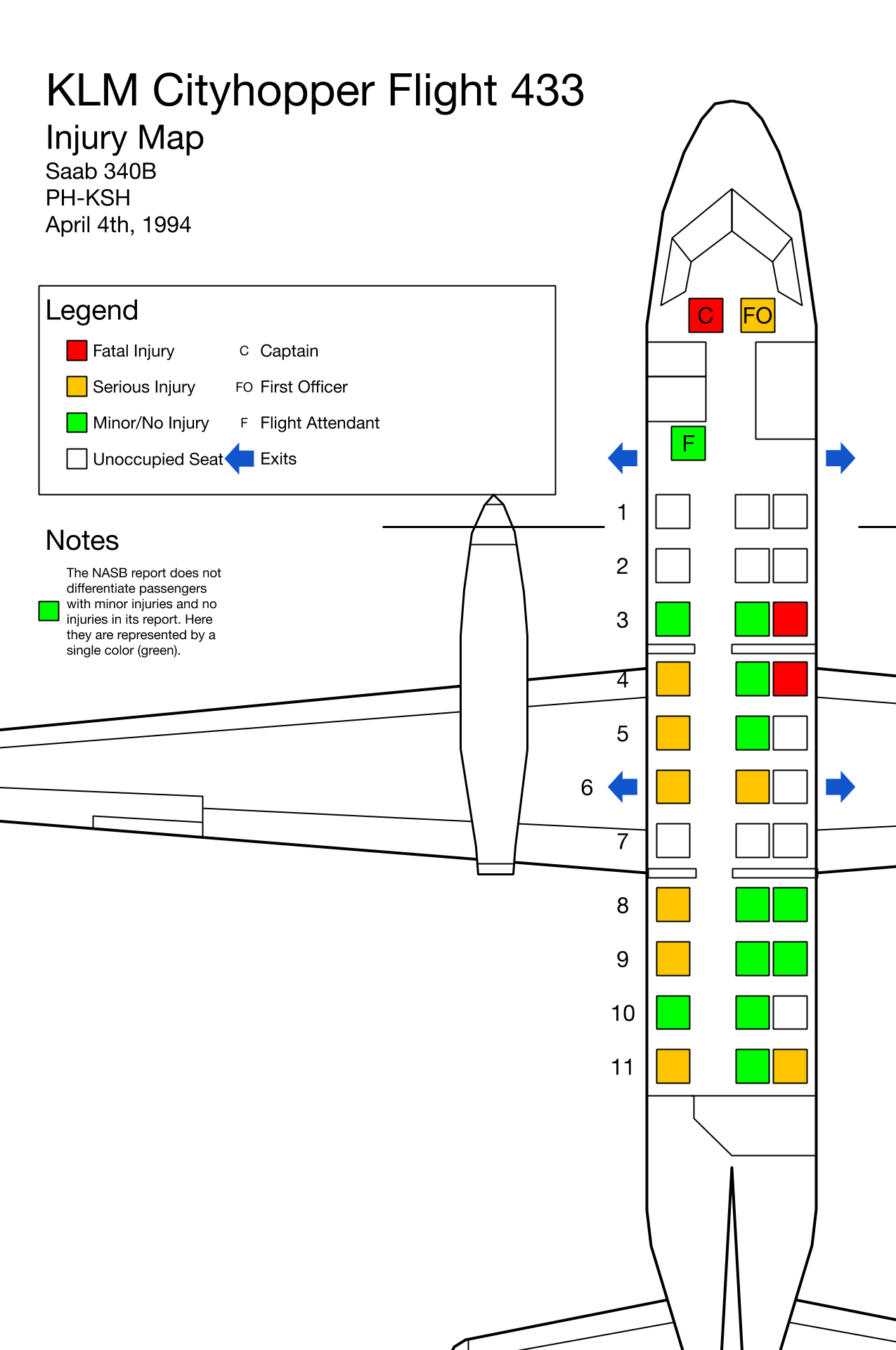
Localisation des blessures mineures, graves ou mortelles (en anglais).

Sur les 24 personnes à bord, 3 ont été tués dont le commandant et 2 passagers,. Sur les 21 survivants, 9 ont subi des blessures graves, y compris le copilote. En raison de l'amnésie causée par l'impact, ce dernier n'a pas pu se souvenir de l'accident.

## Enquête
Il s'est avéré que le voyant d'avertissement de faible pression d'huile moteur était allumé en raison d'un court-circuit dans l'interrupteur. C’était le seul défaut technique survenu dans l’avion. 
En réalité, la pression de l’huile moteur ne posait aucun problème. De ce fait, les enquêteurs ont déclaré que l’accident a été causé par la conséquence des erreurs de pilotage.
Dans un premier temps, après avoir consulté le manuel de vol et la checklist associée au problème, les pilotes ont décidé de poursuivre le vol. Néanmoins, le commandant de bord n’a pas rétabli la poussée du moteur. La montée a donc été réalisée avec un seul moteur.
À une altitude de 17 000 pieds, la limite de puissance du premier moteur a été atteinte. Pour reprendre la montée, il aurait fallu rétablir la poussée du moteur n° 2. Le problème aurait pu être résolu si le commandant de bord avait rétabli la poussée du moteur droit. Au lieu de cela, les deux pilotes en déduisent à une défaillance technique et décident de retourner vers leur point de départ. 
Le Bureau néerlandais de la sécurité aérienne (en) a enquêté sur l'accident. Le rapport final a été rendu public en octobre 1995.
En plus des erreurs d'interprétation de la panne et des erreurs sur l'utilisation des moteurs lors de la remise des gaz, le rapport dénonce aussi la gestion des ressources de l'équipage qui n’existait pratiquement pas, le commandant faisant presque tout le travail. Enfin, les dossiers de formation du commandant de bord ont révélé qu'il avait échoué à deux contrôles de simulation de panne moteur et que, dans sa plus récente, il avait reçu une mention « standard moins », la note de réussite la plus basse.

En conclusion du rapport final, les enquêteurs ont indiqué la cause de l'accident comme étant :
« Une utilisation inadéquate des commandes de vol lors d'une remise des gaz asymétrique ayant entraîné une perte de contrôle. »
Les facteurs contributifs suivants ont également été ajoutés :

- Compréhension insuffisante par l'équipage du système d'huile moteur du Saab 340B ;
- Méconnaissance des conséquences d'une configuration d'aéronef avec un moteur au ralenti ;
- Mauvaise gestion des ressources de l'équipage.

Cinq recommandations de sécurité ont été émises à la suite de l'accident et de la publication du rapport final,.

## Médias
L'accident a fait l'objet d'un épisode dans la série télévisée Air Crash nommé « Une approche fatale » (saison 19 - épisode 3).

### Rapport final, Netherlands Aviation Safety Board, 1995
1. ↑  NASB 1995, p. 13.
2. ↑  NASB 1995, p. 11.
3. ↑  NASB 1995, p. 12.
4. 1 2  NASB 1995, p. 4.
5. ↑  NASB 1995, p. 3.
6. 1 2 3  NASB 1995, p. 5.
7. ↑  NASB 1995, p. 9.
8. ↑  NASB 1995, p. 10.
9. ↑  NASB 1995, p. 19.
10. ↑  NASB 1995, p. 29.
11. 1 2 3 4  NASB 1995, p. 41.
12. ↑  NASB 1995, p. 31.
13. ↑  NASB 1995, p. 34.
14. ↑  NASB 1995, p. 35.
15. ↑  NASB 1995, p. 42.

### Autres sources
1. 1 2  (en) Airfleets, « Saab 340 - MSN 195 - PH-KSH », sur www.airfleets.net (consulté le 3 mai 2020).
2. 1 2 3  (en) Aviation Safety Network, « Accident description - KLM Cityhopper 433 », sur aviation-safety.net (consulté le 3 mai 2020).
3. ↑  (en) Mary Braid, « Crash pilot reported engine trouble: British woman among three dead as KLM aircraft comes down soon after take-off from Amsterdam » [« Le pilote avait signalé des problèmes de moteur : une Britannique parmi trois morts alors que l'avion de KLM s'écrase peu après son décollage d'Amsterdam »], sur www.independent.co.uk, The Independent, 5 avril 1994 (consulté le 3 mai 2020).
4. ↑  (en) Associated Press, « Three Dead, 21 Hurt in KLM Crash Outside Amsterdam Airport » [« Trois morts et 21 blessés dans un accident de KLM à l'extérieur de l'aéroport d'Amsterdam »], sur apnews.com, 4 avril 1994 (consulté le 3 mai 2020).
5. ↑  (nl) « Motorstoring niet enige oorzaak Drie doden en achttien gewonden bij crash in weiland bij Schiphol » [« La panne moteur n'est pas la seule cause, trois morts et dix-huit blessés dans un accident dans un champ près de Schiphol »], sur www.trouw.nl, Trouw, 5 avril 1994 (consulté le 3 mai 2020).